# Lago Trützisee
O Lago Trützisee é um lago localizado próximo à cidade de Münster-Geschinen, cantão de Valais, Suíça.